# Verisign
VeriSign, Inc. je americká společnost poskytující širokou paletu internetových a síťových služeb, včetně dvou ze třinácti kořenových serverů systému DNS, klíčových pro funkci Internetu. VeriSign je také správcem top-level domén .com a .net, operátor jedné z největších telefonních sítí v Severní Americe, a jedna z nejznámějších certifikačních autorit.
Společnost byla založena v roce 1995 a převzala certifikační služby do té doby poskytované RSA Security. V současnosti je používáno více než tři miliony certifikátů vydaných VeriSignem. 30. ledna 1998 firma vstoupila na burzu a následně koupila několik dalších společností, které jí umožnily rozšířit portfolio služeb na oblast telekomunikací a registrací doménových jmen.
Ve fiskálním roce 2005 měl VeriSign obrat 1,66 miliardy dolarů a více než 4 000 zaměstnanců po celém světě.